# Giovanni Battista Ferrandini
Giovanni Battista Ferrandini (Venetië, 1710 - München, 25 oktober 1791) was een Italiaans barokcomponist.

## Biografie
Giovanni Battista Ferrandini was een leerling van Antonio Biffi aan het Conservatorio dei Mendicanti en hij vervolmaakte zijn studie bij Giuseppe Antonio Bernabei aan het Beierse hertogelijke hof in München. In 1737 volgde hij Pietro Torri op als hofkapelmeester.
In 1742 schreef Ferrandini de muziek voor de kroning van keizer Karel VII Albrecht in Frankfurt.
Ferrandini was een in zijn tijd gerespecteerd componist. In 1752 ontving hij de prestigieuze opdracht een opera te componeren voor de opening van het door François de Cuvilliés de Oudere ontworpen Residenztheater in München. Deze opera, Catone in Utica, naar een libretto van Metastasio, werd opgevoerd op de opening van het Residenztheater op 12 oktober 1753. In 2003 werd deze opera opnieuw opgevoerd als deel van de feestelijkheden rond het 250-jarig bestaan van het theater.
In 1755 ging Ferrandini in Padua wonen, waar hij een teruggetrokken bestaan leidde. Wel kreeg hij in 1771 bezoek van Wolfgang Amadeus Mozart en zijn vader Leopold Mozart, die zijn werk waardeerden.
Kort voor zijn dood keerde hij terug naar München.

## Werken
Opera (Dramma per musica):
- Gordio (libretto van Perozzo da Perozzi, 1727)
- Il sacrificio invalido (Perozzo da Perozzi, 1729)
- Berenice (Leopoldo de Villati, 1730)
- Scipione nelle Spagne (Apostolo Zeno, 1732)
- Adriano in Siria (Pietro Metastasio, 1737)
- Demofoonte (Metastasio, 1737)
- Artaserse (Metastasio, 1739)
- Catone in Utica (Metastasio, 1753)
- Demetrio (Metastasio, 1758)

Ander werk:
- Cantata "Il Pianto di Maria l'ora fatale" (1739)
- Muziek voor de kroning van keizer Karel VII (1742)
- Diana placata (Metastasio), Serenata (München, 1755)